# 賈梅爾·阿提斯
賈梅爾·格利·阿提斯（1993年1月12日—）為美國男子籃球運動員，場上主打得分後衛與小前鋒位置。

## 職業生涯
2020年9月21日，阿提斯加盟立陶宛籃球聯賽尤文圖斯。
2021年8月31日，阿提斯加盟B聯賽京都創榮。
2021年8月29日，阿提斯加盟希臘籃球甲級聯賽尼凱亞伊奧尼科斯。11月1日，他被希臘俱樂部釋出。
2021年12月31日，阿提斯加入菲律賓籃球協會北港巴塘碼頭參加PBA總督盃，以代替受傷的卡梅倫·佛特。
2022年4月，據透露阿提斯是非洲籃球聯盟第二個賽季開普敦老虎的球員。
2022年8月26日，阿提斯加盟P. LEAGUE+新北國王，中文登錄名為「傑梅洛」。阿提斯在聯盟熱身賽出賽2場，場均12.5分、6籃板的表現未獲得球隊續留。

## 生涯數據

### NBA

#### 例行賽
| 賽季     | 球隊       | GP | GS | MPG  | FG%  | 3P%  | FT%  | RPG | APG | SPG | BPG | PPG |
| -------- | ---------- | -- | -- | ---- | ---- | ---- | ---- | --- | --- | --- | --- | --- |
| 2017–18  | 奧蘭多魔術 | 15 | 1  | 18.6 | .392 | .276 | .583 | 2.5 | 1.2 | .1  | .2  | 5.1 |
| 生涯總計 | 生涯總計   | 15 | 1  | 18.6 | .392 | .276 | .583 | 2.5 | 1.2 | .1  | .2  | 5.1 |

## 外部連結
- 賈梅爾·阿提斯的Instagram帳戶
- 賈梅爾·阿提斯的X（前Twitter）
- 賈梅爾·阿提斯在fiba.basketball（英语）
- 賈梅爾·阿提斯在NBA（英语）
- 賈梅爾·阿提斯在Basketball-Reference.com（NBA）（英语）
- 賈梅爾·阿提斯在Basketball-Reference.com（NBA G聯盟）（英语）
- 賈梅爾·阿提斯在Basketball-Reference.com（國際）（英语）
- 賈梅爾·阿提斯在Sports-Reference.com（NCAA）（英语）
- 賈梅爾·阿提斯在ESPN（NBA）（英语）
- 賈梅爾·阿提斯在Eurobasket.com（球員）（英语）
- 賈梅爾·阿提斯在RealGM（英语）
- 賈梅爾·阿提斯在Proballers（英语）
- . Interperformances.com.